# Алберт (Саксония)
Вижте пояснителната страница за други личности с името Алберт.
Алберт Саксонски (на немски: Albert von Sachsen; пълно име: Friedrich August Albert Anton Ferdinand Joseph Karl Maria Baptist Nepomuk Wilhelm Xaver Georg Fidelis von Sachsen; * 23 април 1828, Дрезден; † 19 юни 1902, Сибиленорт (Щодре), Долносилезко войводство, Полша) от албертинската линия на Ветините, е крал на Саксония от 1873 до 1902 г.

## Живот
Той е големият син на саксонския крал Йохан Саксонски (1801 – 1873) и баварската принцеса Амалия Августа (1801 – 1877), дъщеря на баварския крал Максимилиан I Йозеф и втората му съпруга Каролина Баденска.
Алберт се интересува от военното дело. Той следва право и държавни науки от 1845 г. в университета в Бон. Като хауптман участва във войната против Дания. Като тронпринц той е от 1866 г. командир на саксонската войска в германската война против Прусия. Алберт става на 11 юли 1871 г. в Дрезден чрез Вилхелм I първият не-пруски генерал-фелдмаршал. Същата година става генералинспектор.
След смъртта на баща му на 29 октомври 1873 г. Алберт става крал на Саксония.
След смъртта му през 1902 г. по-малкият му брат Георг става новият саксонски крал.

## Фамилия
Алберт се жени на 18 юни 1853 г. в Дрезден за принцеса Карола Васа (1833 – 1907), единствената дъщеря на наследствения принц Густав Васа, син на крал Густав IV Адолф от Швеция и принцеса Луиза фон Баден, дъщеря на велик херцог Карл Лудвиг Фридрих фон Баден. Бракът му е бездетен.
- Алберт Саксонски
- Карола Саксонска